# Kep1er
Kep1er (/ˈkɛplər/ ⓘ; tiếng Hàn: 케플러; Romaja: Kepeulleo) là một nhóm nhạc nữ Hàn Quốc được thành lập thông qua chương trình thực tế sống còn Girls Planet 999 của Mnet vào năm 2021 và được quản lý bởi Klap Entertainment và Wake One Entertainment. Nhóm bao gồm 7 thành viên: Yujin, Xiaoting, Chaehyun, Dayeon, Hikaru, Huening Bahiyyih, Youngeun Nhóm ra mắt vào ngày 3 tháng 1 năm 2022 với mini album đầu tay FIRST IMPACT.

## Tên gọi
Tên của nhóm, Kepler là tên của một kính viễn vọng không gian đã ngừng hoạt động của NASA. Kính viễn vọng này vốn được thiết kế để quan sát các hành tinh kiểu Trái Đất quay xung quanh các ngôi sao. Ngoài ra còn có 1 hành tinh khác mang tên là Kepler-452b. Đây là một ngôi sao thuộc kiểu G (giống như Mặt Trời) và điều thú vị là nó quay xung quanh một ngôi sao khác cũng giống như Mặt Trời. Theo MC Yeo Jin Goo nói, cái tên nhóm mang ý nghĩa là hai mặt trời sẽ luôn tỏa sáng. Kepler cũng là tên của một nhà thiên văn học nổi tiếng

## Lịch sử

### Trước khi được thành lập
Trước khi tham gia Girls Planet 999, một số thành viên cũng đã có những hoạt động trong giới Kpop. Choi Yu-jin là thành viên của nhóm nhạc nữ CLC. Kang Ye-seo từng là thành viên của Buster từ năm 2019-2020 và CutieL. Ezaki Hikaru từng là thành viên nhóm nữ +GANG tại Nhật Bản. Kim Dayeon từng là thí sinh tham gia Produce 48 và bị loại ở tập 5 với hạng 70 chung cuộc. Shen Xiao Ting từng là thí sinh tham gia Sáng tạo doanh 2020 và bị loại ở tập 4 với hạng 80 chung cuộc.

### 2021:Girls Planet 999và thành lập Kep1er
Kep1er được thành lập thông qua chương trình truyền hình thực tế sống còn Girls Planet 999 được phát sóng trên kênh Mnet từ ngày 6 tháng 8 đến ngày 22 tháng 10 năm 2021. Từ 99 thí sinh tham gia chương trình, chỉ chín thí sinh có thứ hạng cao nhất trong đêm chung kết trực tiếp được lựa chọn và thành lập nên Kep1er.

### 2022–nay:FIRST IMPACT,Queendom 2,DOUBLAST, ra mắt ở Nhật Bản vàTROUBLESHOOTER
Kep1er ban đầu dự kiến ra mắt vào ngày 14 tháng 12 năm 2021 với mini album đầu tay FIRST IMPACT, với các đơn đặt hàng trước bắt đầu từ ngày 29 tháng 11. Tuy nhiên, buổi ra mắt theo lịch trình của nhóm đã bị trì hoãn đến ngày 3 tháng 1 năm 2022, do một trong những nhân viên của họ đã có kết quả xét nghiệm dương tính với COVID-19. Vào ngày 14 tháng 12, có thông tin tiết lộ rằng các thành viên nhóm Sakamoto Mashiro và Shen Xiao Ting đã có kết quả xét nghiệm dương tính với COVID-19. Vào ngày 26 tháng 12, công ty quản lý của Kep1er thông báo rằng Xiaoting và Mashiro đã hồi phục hoàn toàn sau COVID-19.
Vào ngày 3 tháng 1 năm 2022, Kep1er phát hành album đầu tay FIRST IMPACT với ca khúc chủ đề "WA DA DA". Vào ngày 10 tháng 1 năm 2022, Chae-hyun được công bố là người đồng dẫn chương trình mới cho chương trình âm nhạc The Show của SBS MTV cùng với Minhee của Cravity. Vào ngày 13 tháng 1 năm 2022, Kep1er đã giành được giải thưởng chương trình âm nhạc đầu tiên của họ trên M Countdown với "WA DA DA".
Vào ngày 20 tháng 6 năm 2022, Kep1er phát hành mini album thứ hai của họ DOUBLAST, với "Up!", đóng vai trò là ca khúc chủ đề.
Ngày 9 tháng 9 năm 2022, Kep1er ra mắt tại Nhật Bản với đĩa đơn "Fly-Up" và ca khúc chủ đề Wing Wing. MV "Wing Wing" phát hành vào 0 giờ ngày 3 tháng 8 theo giờ Nhật.
Ngày 23 tháng 9 năm 2022, Kep1er phát hành đĩa đơn quảng bá "Sugar Rush" thông qua Universe Music.
Ngày 13 tháng 10 năm 2022, Kep1er phát hành mini album thứ ba của họ TROUBLESHOOTER, với "We Fresh" đóng vai trò là ca khúc chủ đề

## Thành viên
- Chú thích: In đậm là trưởng nhóm

| Nghệ danh           | Nghệ danh  | Nghệ danh      | Tên khai sinh          | Tên khai sinh    | Tên khai sinh              | Tên khai sinh | Tên khai sinh      | Vai trò                                       | Ngày sinh         | Nơi sinh                       | Quốc tịch             | Công ty quản lý         |
| Latinh              | Hangul     | Kana           | Latinh                 | Hangul           | Kana                       | Hanja         | Hán-Việt           | Vai trò                                       | Ngày sinh         | Nơi sinh                       | Quốc tịch             | Công ty quản lý         |
| Thành viên hiện tại |            |                |                        |                  |                            |               |                    |                                               |                   |                                |                       |                         |
| Yujin               | 최유진     | ユジン         | Choi Yujin             | 최유진           | チェ・ユジン               | 崔有眞        | Thôi Hữu Trân      | Vocalist, Lead Dancer                         | 12 tháng 8, 1996  | Jeonju, Jeolla Bắc, Hàn Quốc   | Hàn Quốc              | CUBE Entertainment      |
| Xiaoting            | 샤오팅     | シャオティン   | Shen Xiaoting          | 션샤오팅         | シェン·シャオティン        | 沈小婷        | Thẩm Tiểu Đình     | Main Dancer, Sub Vocalist, Sub Rapper, Visual | 12 tháng 11, 1999 | Thành Đô, Tứ Xuyên, Trung Quốc | Trung Quốc            | TOP CLASS Entertainment |
| Chaehyun            | 김채현     | チェヒョン     | Kim Chaehyun           | 김채현           | キム・チェヒョン           | 金采炫        | Kim Thái Huyễn     | Main Vocalist, Center                         | 26 tháng 4, 2002  | Busan, Hàn Quốc                | Hàn Quốc              | Wake One Entertainment  |
| Dayeon              | 김다연     | ダヨン         | Kim Dayeon             | 김다연           | キム・ダヨン               | 金多娟        | Kim Đa Quyên       | Main Dancer, Lead Rapper, Vocalist            | 2 tháng 3, 2003   | Seoul, Hàn Quốc                | Hàn Quốc              | Jellyfish Entertainment |
| Hikaru              | 히카루     | ひかる         | Ezaki Hikaru           | 에자키 히카루    | 江崎 ひかる                | 江崎光        | Giang Kỳ Quang     | Main Rapper, Main Dancer, Vocalist            | 12 tháng 3, 2004  | Fukuoka, Nhật Bản              | Nhật Bản              | Avex Artist Academy     |
| Huening Bahiyyih    | 휴닝바히에 | ヒュニンバヒエ | Bahiyyih Jaleh Huening | 바히에 잘레 휴닝 | バヒエ・ザレ・ヒューニング | 休寧巴伊葉    | Hưu Ninh Ba Y Diệp | Vocalist                                      | 27 tháng 7, 2004  | Seoul, Hàn Quốc                | Hoa Kỳ                | IST Entertainment       |
| Huening Bahiyyih    | 휴닝바히에 | ヒュニンバヒエ | Bahiyyih Jaleh Huening | 바히에 잘레 휴닝 | バヒエ・ザレ・ヒューニング | 休寧巴伊葉    | Hưu Ninh Ba Y Diệp | Vocalist                                      | 27 tháng 7, 2004  | Seoul, Hàn Quốc                | Hàn Quốc              | IST Entertainment       |
| Youngeun            | 서영은     | ヨンウン       | Seo Youngeun           | 서영은           | ソ・ヨンウン               | 徐永恩        | Từ Vĩnh Ân         | Main Vocalist, Lead Dancer, Rapper, Maknae    | 27 tháng 12, 2004 | Uijeongbu, Gyeonggi, Hàn Quốc  | Biscuit Entertainment |                         |
| Cựu thành viên      |            |                |                        |                  |                            |               |                    |                                               |                   |                                |                       |                         |
| Mashiro             | 마시로     | ましろ         | Sakamoto Mashiro       | 사카모토마시로   | さかもと ましろ            | 坂本 舞白     | Phản Bản Vũ Bạch   | Vocalist, Sub Rapper,(Co-leader)              | 16 tháng 12, 1999 | Tokyo, Nhật Bản                | Nhật Bản              | 143 Entertainment       |
| Yeseo               | 예서       | イェソ         | Kang Yeseo             | 강예서           | カン・イェソ               | 姜睿緖        | Khương Duệ Tự      | Lead Dancer, Vocalist                         | 22 tháng 8, 2005  | Inchoen, Hàn Quốc              | Hàn Quốc              | 143 Entertainment       |

## Danh sách đĩa nhạc

### Mini album
| Tên                                                                                         | Thông tin chi tiết | Thứ hạng cao nhất | Thứ hạng cao nhất | Thứ hạng cao nhất | Doanh số                                           | Chứng nhận       |
| Tên                                                                                         | Thông tin chi tiết | HQ                | PL                | NB                | Doanh số                                           | Chứng nhận       |
| FIRST IMPACT                                                                                | - Ngày phát hành: 3 tháng 1 năm 2022 - Hãng đĩa: Swing, Wake One - Định dạng: CD, tải về, streamTrack listing 1. See The Light 2. WA DA DA 3. MVSK 4. Shine (Kep1er Ver.) 5. Another Dream (Kep1er Ver.) 6. O.O.O (Over&Over&Over) (Kep1er Ver.) | 1                 | 19                | 2                 | - HQ: 393,102 - NB: - 35,427 (phy.) - 2,198 (dig.) | - KMCA: Bach kim |
| DOUBLAST                                                                                    | - Ngày phát hành: 20 tháng 6 năm 2022 - Hãng đĩa: Swing, Wake One - Định dạng: CD, tải về, streamTrack listing 1. Up! 2. LE VOYA9E 3. Attention 4. Good Night 5. Rewind                                                                          | 2                 | —                 | 9                 | - HQ: 353,401 - NB: 32,107                         | - KMCA: Bach kim |
| TROUBLESHOOTER                                                                              | - Ngày phát hành: 13 tháng 10 năm 2022 - Hãng đĩa: Swing, Wake One - Định dạng: CD, tải về, streamTrack listing 1. We Fresh 2. Lion Tamer 3. Downtown 4. Dreams 5. THE GIRLS (Can't turn me down) (Remastered)                                   | 2                 | —                 | 6                 | - HQ: 267,476 - NB: - 21,182 (phy.) - 753 (dig.)   | - KMCA: Bach kim |
| LOVESTRUCK                                                                                  | - Ngày phát hành: 10 tháng 4 năm 2023 - Hãng đĩa: Swing, Wake One - Định dạng: CD, tải về, streamTrack listing 1. Giddy 2. Back to the City 3. LVLY 4. Why 5. Happy Ending                                                                       | 2                 | —                 | 7                 |                                                    |                  |
| "—" cho biết bài hát không lọt vào bảng xếp hạng hoặc không được phát hành tại khu vực này. | |                   |                   |                   |                                                    |                  |

### Single album
| Tên                                                                                         | Thông tin chi tiết | Thứ hạng cao nhất | Thứ hạng cao nhất | Thứ hạng cao nhất | Doanh số | Chứng nhận |
| Tên                                                                                         | Thông tin chi tiết | HQ                | PL                | NB                | Doanh số | Chứng nhận |
| Tiếng Nhật                                                                                  | |                   |                   |                   |          |            |
| FLY-UP                                                                                      | - Ngày phát hành: 7 tháng 9 năm 2022 - Hãng đĩa: Sony Music, Wake One - Định dạng: CD, tải về, streamTrack listing 1. Wing Wing 2. Daisy 3. Up! (Japanese Ver.) 4. WA DA DA (Japanese Ver.) 5. O.O.O (Over&Over&Over) 6. WIng Wing (Instrumental)                                      |                   |                   |                   |          |            |
| FLY-BY                                                                                      | - Ngày phát hành: 15 tháng 3 năm 2023 - Hãng đĩa: Sony Music, Wake One - Định dạng: CD, tải về, streamTrack listing 1. I do! Do you? 2. tOgether fOrever 3. We Fresh (Japanese ver.) 4. MVSK (Japanese ver.) 5. WA DA DA (Japanese ver.) ~IMLAY Remix~ 6. I do! Do you? (Instrumental) |                   |                   |                   |          |            |
| "—" cho biết bài hát không lọt vào bảng xếp hạng hoặc không được phát hành tại khu vực này. | |                   |                   |                   |          |            |

### Đĩa đơn
| Tên                                                                                         | Năm  | Thứ hạng cao nhất | Thứ hạng cao nhất | Thứ hạng cao nhất | Thứ hạng cao nhất | Thứ hạng cao nhất | Thứ hạng cao nhất | Thứ hạng cao nhất | Thứ hạng cao nhất | Thứ hạng cao nhất | Thứ hạng cao nhất | Doanh số | Chứng nhận | Album          |
| Tên                                                                                         | Năm  | HQ Gaon           | HQ Hot            | NB                | NB Comb.          | NB Hot            | NZ Hot            | SGP               | VIE               | US World          | WW                | Doanh số | Chứng nhận | Album          |
| Tiếng Hàn                                                                                   |      |                   |                   |                   |                   |                   |                   |                   |                   |                   |                   |          |            |                |
| "WA DA DA"                                                                                  | 2022 | 75                | 70                | —                 | 10                | 9                 | 24                | 11                | 73                | 13                | 77                |          |            | FIRST IMPACT   |
| "Up!"                                                                                       | 2022 | —                 | *                 | —                 | 36                | 27                | —                 | 29                |                   | —                 | —                 |          |            | DOUBLAST       |
| "We Fresh"                                                                                  | 2022 | —                 | *                 | —                 | —                 | —                 | —                 | —                 | —                 | —                 | —                 |          |            | TROUBLESHOOTER |
| "Giddy"                                                                                     | 2023 | —                 | *                 | —                 | —                 | —                 | —                 | —                 | —                 | —                 | —                 |          |            | LOVESTRUCK!    |
| Tiếng Nhật                                                                                  |      |                   |                   |                   |                   |                   |                   |                   |                   |                   |                   |          |            |                |
| "Wing Wing"                                                                                 | 2022 |                   |                   |                   |                   |                   |                   |                   |                   |                   |                   |          |            | FLY-UP         |
| "I do! Do you?"                                                                             | 2023 |                   |                   |                   |                   |                   |                   |                   |                   |                   |                   |          |            | FLY-BY         |
| "—" cho biết bài hát không lọt vào bảng xếp hạng hoặc không được phát hành tại khu vực này. |      |                   |                   |                   |                   |                   |                   |                   |                   |                   |                   |          |            |                |

### Đĩa đơn quảng bá
| Tên          | Năm  | Thứ hạng cao nhất | Album |
| Tên          | Năm  | HQ Down.          | Album |
| "Sugar Rush" | 2022 |                   |       |

### Các bài hát khác được lọt vào bảng xếp hạng
| Tên                                                                                         | Năm  | Thứ hạng cao nhất | Thứ hạng cao nhất | Album                                      |
| Tên                                                                                         | Năm  | HQ Down.          | US World          | Album                                      |
| "MVSK"                                                                                      | 2022 | 96                | —                 | FIRST IMPACT                               |
| "Don't Go" (나비소녀) (cùng LOONA là Sun and Moon)                                          | 2022 | —                 | 14                | Queendom 2 Position Unit Battle Part.1-1   |
| "Purr" (cùng VIVIZ là Kepv1z)                                                               | 2022 | 118               | —                 | <Queendom 2> Position Unit Battle Part 1-2 |
| "THE GIRLS (Can't turn me down)"                                                            | 2022 | 154               | —                 | Queendom 2 Final                           |
| "LE VOYA9E"                                                                                 | 2022 | 65                | —                 | DOUBLAST                                   |
| "Attention"                                                                                 | 2022 | 75                | —                 | DOUBLAST                                   |
| "Good Night"                                                                                | 2022 | 78                | —                 | DOUBLAST                                   |
| "Rewind"                                                                                    | 2022 | 79                | —                 | DOUBLAST                                   |
| "Lion Tamer"                                                                                | 2022 | 182               | —                 | TROUBLESHOOTER                             |
| "Dreams"                                                                                    | 2022 | 185               | —                 | TROUBLESHOOTER                             |
| "Downtown"                                                                                  | 2022 | 186               | —                 | TROUBLESHOOTER                             |
| "THE GIRLS (Can't turn me down) (Remastered)                                                | 2022 | 198               | —                 | TROUBLESHOOTER                             |
| "Back to the City"                                                                          | 2023 | 79                | —                 | LOVESTRUCK!                                |
| "LVLY"                                                                                      | 2023 | 85                | —                 | LOVESTRUCK!                                |
| "Why"                                                                                       | 2023 | 88                | —                 | LOVESTRUCK!                                |
| "Happy Ending"                                                                              | 2023 | 90                | —                 | LOVESTRUCK!                                |
| "—" cho biết bài hát không lọt vào bảng xếp hạng hoặc không được phát hành tại khu vực này. |      |                   |                   |                                            |

## Danh sách video

### Video âm nhạc
| Tên          | Năm  | Đạo diễn                  | Chú thích |
| "WA DA DA"   | 2022 | Bang Jae-yeob             | [ 26 ]    |
| "Up!"        | 2022 | Hiijack                   |           |
| "Wing Wing"  | 2022 | Naive Creative Production |           |
| "Sugar Rush" | 2022 | Naive Creative Production |           |
| "We Fresh"   | 2022 | Naive Creative Production |           |
| "Giddy"      | 2023 | Bart (FLIPEVIL)           |           |

## Danh sách phim

### Chương trình thực tế
| Năm  | Tên chương trình                 | Ghi chú                                            | Tham khảo |
| 2021 | Girls Planet 999                 | Chương trình thực tế sống còn thành lập nên Kep1er |           |
| 2021 | Kep1er View                      | Chương trình thực tế trước khi ra mắt              | [ 27 ]    |
| 2022 | Kep1er DEBUT SHOW                | Chương trình ra mắt                                | [ 28 ]    |
| 2022 | Kep1er Zone                      | Chương trình thực tế                               |           |
| 2022 | Queendom 2                       | Thí sinh                                           |           |
| 2022 | Kep1er DOUBLAST On Air           | Chương trình comeback                              |           |
| 2022 | KEPtain Heroes                   | Chương trình thực tế                               |           |
| 2023 | Kep1er COMEBACK SHOW LOVESTRUCK! | Chương trình comeback                              |           |

## Giải thưởng và đề cử

### Danh sách giải thưởng và đề cử của Kep1er
| Lễ trao giải                   | Năm  | Hạng mục                             | Đề cử      | Kết quả   | Chú thích |
| ------------------------------ | ---- | ------------------------------------ | ---------- | --------- | --------- |
| Asia Artist Awards             | 2022 | Best Choice Award – Music            | Kep1er     | Đoạt giải | [ 29 ]    |
| Asia Artist Awards             | 2022 | New Wave Award – Music               | Kep1er     | Đoạt giải | [ 29 ]    |
| Brand Customer Loyalty Awards  | 2022 | Rookie of the Year (Female)          | Kep1er     | Đoạt giải | [ 30 ]    |
| Cable TV Broadcasting Awards   | 2022 | Star Award                           | Kep1er     | Đoạt giải | [ 31 ]    |
| Circle Chart Music Awards      | 2023 | Song of the Year – January           | "WA DA DA" | Đoạt giải | [ 32 ]    |
| Circle Chart Music Awards      | 2023 | New Artist of the Year – Digital     | "WA DA DA" | Đề cử     | [ 33 ]    |
| Circle Chart Music Awards      | 2023 | New Artist of the Year – Physical    | DOUBLAST   | Đề cử     | [ 33 ]    |
| Genie Music Awards             | 2022 | Best Female Rookie Award             | Kep1er     | Đề cử     | [ 34 ]    |
| Golden Disc Awards             | 2023 | Rookie Artist of the Year            | Kep1er     | Đề cử     | [ 35 ]    |
| Hanteo Music Awards            | 2023 | Rookie Artist of the Year            | Kep1er     | Đoạt giải | [ 36 ]    |
| Japan Gold Disc Award          | 2023 | Best 3 New Artists (Asia)            | Kep1er     | Đoạt giải | [ 37 ]    |
| Japan Gold Disc Award          | 2023 | Song of the Year by Streaming (Asia) | "WA DA DA" | Đoạt giải | [ 38 ]    |
| Japan Record Awards            | 2022 | Special Achievement Award            | Kep1er     | Đoạt giải | [ 39 ]    |
| K-Global Heart Dream Awards    | 2022 | K-Global Super Rookie Award          | Kep1er     | Đoạt giải | [ 40 ]    |
| Korea Model Awards             | 2022 | Rising Star Award – Singer           | Kep1er     | Đoạt giải | [ 41 ]    |
| MAMA Awards                    | 2022 | Favorite New Artist                  | Kep1er     | Đoạt giải | [ 42 ]    |
| MAMA Awards                    | 2022 | Best New Female Artist               | Kep1er     | Đề cử     | [ 43 ]    |
| MAMA Awards                    | 2022 | Worldwide Fans' Choice Top 10        | Kep1er     | Đề cử     | [ 43 ]    |
| MAMA Awards                    | 2022 | Artist of the Year                   | Kep1er     | Đề cử     | [ 43 ]    |
| Melon Music Awards             | 2022 | New Artist of the Year               | Kep1er     | Đề cử     | [ 44 ]    |
| Mnet Japan Fan's Choice Awards | 2022 | Rookie of the Year                   | Kep1er     | Đoạt giải | [ 45 ]    |
| Seoul Music Awards             | 2023 | New Wave Star Award                  | Kep1er     | Đoạt giải | [ 46 ]    |
| The Fact Music Awards          | 2022 | Global Hottest Award                 | Kep1er     | Đoạt giải | [ 47 ]    |
| The Fact Music Awards          | 2022 | Fan N Star Choice Award (Artist)     | Kep1er     | Đề cử     | [ 48 ]    |
| The Fact Music Awards          | 2022 | Four Star Awards                     | Kep1er     | Đề cử     | [ 49 ]    |
| The Fact Music Awards          | 2022 | idolplus Popularity Award            | Kep1er     | Đề cử     | [ 50 ]    |

## Chương trình âm nhạc hàng tuần

### The Show
| Năm  | Ngày        | Bài hát    | Điểm |
| ---- | ----------- | ---------- | ---- |
| 2024 | 12 tháng 11 | "TIPI-TAP" | 7680 |

### Show Champion
| Năm  | Ngày       | Bài hát         | Điểm |
| ---- | ---------- | --------------- | ---- |
| 2024 | 12 tháng 6 | "Shooting Star" | 5049 |

### M Countdown
| Năm  | Ngày       | Bài hát    | Điểm |
| ---- | ---------- | ---------- | ---- |
| 2022 | 13 tháng 1 | "WA DA DA" | 6500 |
| 2022 | 20 tháng 1 | "WA DA DA" | 6569 |

### Music Bank
| Năm  | Ngày       | Bài hát    | Điểm |
| ---- | ---------- | ---------- | ---- |
| 2022 | 14 tháng 1 | "WA DA DA" | 3678 |
| 2022 | 1 tháng 7  | "Up!"      | 6707 |